# Arundinaria caudiceps
Arundinaria caudiceps är en gräsart som beskrevs av Gen-Iti Koidzumi. Arundinaria caudiceps ingår i släktet Arundinaria och familjen gräs. Inga underarter finns listade i Catalogue of Life.